# Rene Kokk
Rene Kokk, född 4 mars 1980 i Rapla i dåvarande Estniska SSR, är en estnisk ekonom, skogsentreprenör och nationalkonservativ politiker tillhörande Estlands konservativa folkparti (EKRE). Från 29 april 2019 till november 2020 var han Estlands miljöminister i Jüri Ratas andra koalitionsregering.
Kokk tog examen i ekonomi och entreprenörskap vid Estlands lantbruksuniversitet i Tartu 2007 och har därefter arbetat i ledningen för flera företag inom bygg- och skogsbrukssektorn. Han blev medlem av EKRE 2014 och valdes in i Riigikogu 2015, samt är sedan 2017 medlem av partistyrelsen. Han blev miljöminister i regeringen Ratas 2019 men avgick i november 2020 av hälsoskäl och återgick till sitt ordinarie mandat i Riigikogu.